# Halowe Mistrzostwa Europy w Lekkoatletyce 2013
32. Halowe Mistrzostwa Europy w Lekkoatletyce – zawody sportowe, które odbyły się w Göteborgu od 28 lutego do 3 marca 2013. Zawody rozgrywano w hali Scandinavium.
Szwecja czwarty raz gościła halowy czempionat Starego Kontynentu, a po raz trzeci gospodarzem był Göteborg (w 1996 zawody odbyły się w Sztokholmie). Prawo do organizacji mistrzostw Rada European Athletics powierzyła Szwedom na posiedzeniu w październiku 2007 na Malcie. Na rok przed imprezą – w marcu 2012 – rozpoczęła się dystrybucja biletów wstępu na zawody.

## Rezultaty
| WR – rekord świata \| ER – rekord Europy \| CR – rekord mistrzostw \| NR – rekord kraju                          |
| SB – najlepszy wynik w sezonie \| EL – najlepszy tegoroczny wynik na listach europejskich \| PB – rekord życiowy |

### Mężczyźni
| Konkurencja:                          | 1. miejsce                                                                         | Rezultat        | 2. miejsce                                                                               | Rezultat     | 3. miejsce                                                         | Rezultat     |
| Bieg na 60 m (szczegóły)              | Jimmy Vicaut                                                                       | 6,48 WL PB      | James Dasaolu                                                                            | 6,48 =WL PB  | Michael Tumi                                                       | 6,52         |
| Bieg na 400 m (szczegóły)             | Pavel Maslák                                                                       | 45,66 EL NR     | Nigel Levine                                                                             | 46,21 SB     | Pawieł Trienichin                                                  | 46,70        |
| Bieg na 800 m (szczegóły)             | Adam Kszczot                                                                       | 1:48,69         | Kevin López                                                                              | 1:49,31      | Mukhtar Mohammed                                                   | 1:49,60      |
| Bieg na 1500 m (szczegóły)            | Mahiedine Mekhissi-Benabbad                                                        | 3:37,17         | İlham Tanui Özbilen                                                                      | 3:37,22 SB   | Simon Denissel                                                     | 3:37,70 PB   |
| Bieg na 3000 m (szczegóły)            | Hayle İbrahimov                                                                    | 7:49,74         | Juan Carlos Higuero                                                                      | 7:50,26      | Ciarán O’Lionáird                                                  | 7:50,40 PB   |
| Bieg na 60 m przez płotki (szczegóły) | Siergiej Szubienkow                                                                | 7,49 WL PB      | Paolo Dal Molin                                                                          | 7,51 NR      | Pascal Martinot-Lagarde                                            | 7,53 =PB     |
| Sztafeta 4 × 400 m (szczegóły)        | Wielka Brytania · Michael Bingham · Richard Buck · Nigel Levine · Richard Strachan | 3:05,78         | Rosja · Pawieł Trienichin · Jurij Trambowiecki · Konstantin Swieczkar · Władimir Krasnow | 3:06,96      | Czechy · Daniel Němeček · Josef Prorok · Petr Lichý · Pavel Maslák | 3:07,64      |
| Skok wzwyż (szczegóły)                | Siergiej Mudrow                                                                    | 2,35 PB         | Aleksiej Dmitrik                                                                         | 2,33         | Jaroslav Bába                                                      | 2,31 SB      |
| Skok o tyczce (szczegóły)             | Renaud Lavillenie                                                                  | 6,01 WL         | Björn Otto                                                                               | 5,76         | Malte Mohr                                                         | 5,76         |
| Skok w dal (szczegóły)                | Aleksandr Mieńkow                                                                  | 8,31 WL PB      | Michel Tornéus                                                                           | 8,29 NR      | Christian Reif                                                     | 8,07         |
| Trójskok (szczegóły)                  | Daniele Greco                                                                      | 17,70 WL PB     | Rusłan Samitow                                                                           | 17,30 PB     | Aleksiej Fiodorow                                                  | 17,12 PB     |
| Pchnięcie kulą (szczegóły)            | Asmir Kolašinac                                                                    | 20,62           | Hamza Alić                                                                               | 20,34 PB     | Ladislav Prášil                                                    | 20,29        |
| Siedmiobój (szczegóły)                | Eelco Sintnicolaas                                                                 | 6372 pkt. WL NR | Kévin Mayer                                                                              | 6297 pkt. PB | Mihail Dudaš                                                       | 6099 pkt. NR |

### Kobiety
| Konkurencja:                          | 1. miejsce                                                                             | Rezultat         | 2. miejsce                                                                            | Rezultat     | 3. miejsce                                                                   | Rezultat   |
| Bieg na 60 m (szczegóły)              | Tezdżan Naimowa                                                                        | 7,10 PB          | Marija Riemień                                                                        | 7,10 =PB     | Myriam Soumaré                                                               | 7,11       |
| Bieg na 400 m (szczegóły)             | Perri Shakes-Drayton                                                                   | 50,85 WL PB      | Eilidh Child                                                                          | 51,45 PB     | Moa Hjelmer                                                                  | 52,04 NR   |
| Bieg na 800 m (szczegóły)             | Natalija Łupu                                                                          | 2:00,26 SB       | Jelena Kotulska                                                                       | 2:00,98      | Marina Arzamasowa                                                            | 2:01,21 SB |
| Bieg na 1500 m (szczegóły)            | Abeba Aregawi                                                                          | 4:04,47          | Isabel Macías                                                                         | 4:14,19      | Katarzyna Broniatowska                                                       | 4:14,30    |
| Bieg na 3000 m (szczegóły)            | Sara Moreira                                                                           | 8:58,50          | Corinna Harrer                                                                        | 9:00,50      | Fionnuala Britton                                                            | 9:00,54    |
| Bieg na 60 m przez płotki (szczegóły) | Nevin Yanıt                                                                            | 7,89 EL NR       | Alina Tałaj                                                                           | 7,94 =PB     | Veronica Borsi                                                               | 7,94 NR    |
| Sztafeta 4 × 400 m (szczegóły)        | Wielka Brytania · Eilidh Child · Shana Cox · Christine Ohuruogu · Perri Shakes-Drayton | 3:27,56 WL NR CR | Rosja · Olga Towarnowa · Tatjana Wieszkurowa · Nadieżda Kotlarowa · Ksienija Zadorina | 3:28,18      | Czechy · Denisa Rosolová · Jitka Bartoničková · Lenka Masná · Zuzana Hejnová | 3:28,49    |
| Skok wzwyż (szczegóły)                | Ruth Beitia                                                                            | 1,99 SB          | Ebba Jungmark                                                                         | 1,96 =PB     | Emma Green-Tregaro                                                           | 1,96 SB    |
| Skok o tyczce (szczegóły)             | Holly Bleasdale                                                                        | 4,67             | Anna Rogowska                                                                         | 4,67 SB      | Anżelika Sidorowa                                                            | 4,62 PB    |
| Skok w dal (szczegóły)                | Darja Kliszyna                                                                         | 7,01 WL PB       | Éloyse Lesueur                                                                        | 6,90 NR      | Erica Jarder                                                                 | 6,71 PB    |
| Trójskok (szczegóły)                  | Olha Saładucha                                                                         | 14,88 WL NR      | Irina Gumieniuk                                                                       | 14,30        | Simona La Mantia                                                             | 14,26 SB   |
| Pchnięcie kulą (szczegóły)            | Christina Schwanitz                                                                    | 19,25            | Jewgienija Kołodko                                                                    | 19,04        | Alena Kapiec                                                                 | 18,85      |
| Pięciobój (szczegóły)                 | Antoinette Nana Djimou                                                                 | 4666 pkt.        | Jana Maksimawa                                                                        | 4658 pkt. PB | Hanna Melnyczenko                                                            | 4608 pkt.  |

## Klasyfikacja medalowa

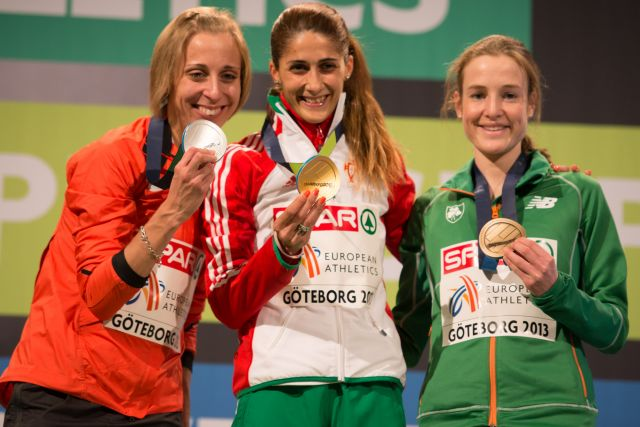
Medalistki biegu na 3000 metrów kobiet

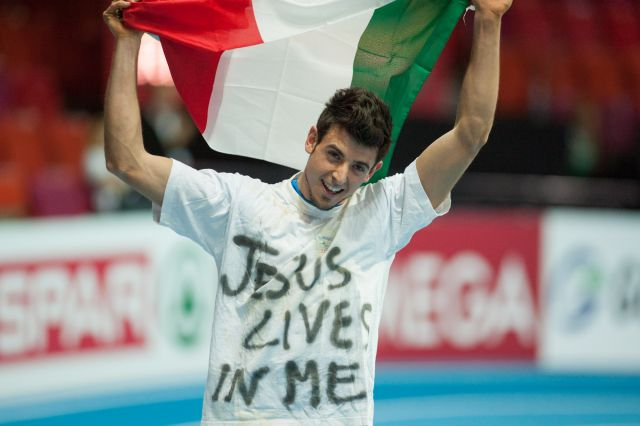
Włoch Daniele Greco po zdobyciu złota w trójskoku

| Miejsce | Kraj                 | Złoto | Srebro | Brąz | Razem |
| 1       | Rosja                | 4     | 7      | 3    | 14    |
| 2       | Wielka Brytania      | 4     | 3      | 1    | 8     |
| 3       | Francja              | 4     | 2      | 3    | 9     |
| 4       | Ukraina              | 2     | 1      | 1    | 4     |
| 5       | Hiszpania            | 1     | 3      | 0    | 4     |
| 6       | Szwecja              | 1     | 2      | 3    | 6     |
| 7       | Niemcy               | 1     | 2      | 2    | 5     |
| 8       | Włochy               | 1     | 1      | 3    | 5     |
| 9       | Polska               | 1     | 1      | 1    | 3     |
| 10      | Turcja               | 1     | 1      | 0    | 2     |
| 11      | Czechy               | 1     | 0      | 4    | 5     |
| 12      | Serbia               | 1     | 0      | 1    | 2     |
| 13      | Azerbejdżan          | 1     | 0      | 0    | 1     |
| 13      | Bułgaria             | 1     | 0      | 0    | 1     |
| 13      | Holandia             | 1     | 0      | 0    | 1     |
| 13      | Portugalia           | 1     | 0      | 0    | 1     |
| 17      | Białoruś             | 0     | 2      | 2    | 4     |
| 18      | Bośnia i Hercegowina | 0     | 1      | 0    | 1     |
| 19      | Irlandia             | 0     | 0      | 2    | 2     |
| Razem   | Razem                | 26    | 26     | 26   | 78    |

## Rekordy

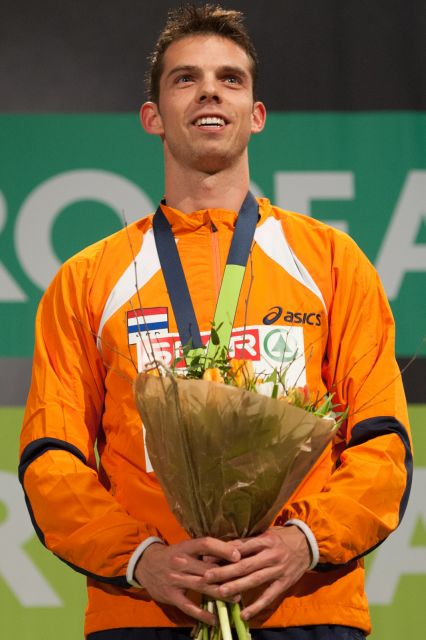
Eelco Sintnicolaas – złoty medalista siedmioboju oraz rekordzista Holandii

Podczas mistrzostw ustanowiono 29 rekordów krajowych w kategorii seniorów:
| Zawodnik                                                       | Reprezentacja   | Konkurencja                    | Rezultat  |
| -------------------------------------------------------------- | --------------- | ------------------------------ | --------- |
| Pavel Maslák                                                   | Czechy          | bieg na 400 metrów             | 45,66     |
| Rasul Dabó                                                     | Portugalia      | bieg na 60 metrów przez płotki | 7,68      |
| Vladimir Vukicevic                                             | Norwegia        | bieg na 60 metrów przez płotki | 7,69      |
| Paolo Dal Molin                                                | Włochy          | bieg na 60 metrów przez płotki | 7,51      |
| Balázs Baji                                                    | Węgry           | bieg na 60 metrów przez płotki | 7,56      |
| Nikandros Stylianou                                            | Cypr            | skok o tyczce                  | 5,40      |
| Ivan Horvat                                                    | Chorwacja       | skok o tyczce                  | 5,60      |
| Michel Tornéus                                                 | Szwecja         | skok w dal                     | 8,27      |
| Michel Tornéus                                                 | Szwecja         | skok w dal                     | 8,29      |
| Hüseyin Atıcı                                                  | Turcja          | pchnięcie kulą                 | 19,59     |
| Eelco Sintnicolaas                                             | Holandia        | siedmiobój lekkoatletyczny     | 6372 pkt. |
| Mihail Dudaš                                                   | Serbia          | siedmiobój lekkoatletyczny     | 6099 pkt. |
| Ezinne Okparaebo                                               | Norwegia        | bieg na 60 metrów              | 7,13      |
| Ella Räsänen                                                   | Finlandia       | bieg na 400 metrów             | 52,37     |
| Line Kloster                                                   | Norwegia        | bieg na 400 metrów             | 53,15     |
| Line Kloster                                                   | Norwegia        | bieg na 400 metrów             | 52,78     |
| Moa Hjelmer                                                    | Szwecja         | bieg na 400 metrów             | 52,04     |
| Poļina Jeļizarova                                              | Łotwa           | bieg na 1500 metrów            | 4:15,10   |
| Nevin Yanıt                                                    | Turcja          | bieg na 60 metrów przez płotki | 7,94      |
| Veronica Borsi                                                 | Włochy          | bieg na 60 metrów przez płotki | 7,96      |
| Nevin Yanıt                                                    | Turcja          | bieg na 60 metrów przez płotki | 7,89      |
| Veronica Borsi                                                 | Włochy          | bieg na 60 metrów przez płotki | 7,94      |
| Éloyse Lesueur                                                 | Francja         | skok w dal                     | 6,85      |
| Éloyse Lesueur                                                 | Francja         | skok w dal                     | 6,87      |
| Éloyse Lesueur                                                 | Francja         | skok w dal                     | 6,90      |
| Patrícia Mamona                                                | Portugalia      | trójskok                       | 13,99     |
| Olha Saładucha                                                 | Ukraina         | trójskok                       | 14,88     |
| Eilidh Child Shana Cox Christine Ohuruogu Perri Shakes-Drayton | Wielka Brytania | Sztafeta 4 × 400 metrów        | 3:27,56   |
| Myriam Soumaré Muriel Hurtis Phara Anacharsis Marie Gayot      | Francja         | Sztafeta 4 × 400 metrów        | 3:28,71   |

A także jeden rekord halowych mistrzostw Europy:
| Zawodnik                                                       | Reprezentacja   | Konkurencja             | Rezultat |
| -------------------------------------------------------------- | --------------- | ----------------------- | -------- |
| Eilidh Child Shana Cox Christine Ohuruogu Perri Shakes-Drayton | Wielka Brytania | Sztafeta 4 × 400 metrów | 3:27,56  |